# Hyacinthe Vincent
Pour les articles homonymes, voir Vincent.
Hyacinthe Jean Vincent, né à Bordeaux le 22 décembre 1862 et mort à Paris le 23 novembre 1950, est un médecin français, connu principalement pour ses travaux sur la fièvre typhoïde et la gangrène gazeuse.

## Biographie
Hyacinthe Vincent est le fils d'un marchand boucher bordelais, Gustave Vincent, installé cours Portal à Bordeaux, et d'Anne Manbourguet. La famille Vincent est une vieille famille des Hauts-de-Gironde dans la région de Lapouyade.
Médecin général inspecteur de l'armée, il est affecté à l'École militaire du dey d'Alger. Hyacinthe Vincent y découvre le bacille Fusiformis fusiformis qui, associé à des spirilles, est à l'origine de l'angine ulcéro-membraneuse, généralement unilatérale, appelée « angine de Vincent ».
Professeur agrégé au Val-de-Grâce et au Collège de France, titulaire de la chaire d'épidémiologie, il vaccine avec succès, en 1912, grâce à son éthérovaccin, le contingent français d'Afrique du Nord contre la fièvre typhoïde. Ce vaccin avait été mis au point en 1896 par Almroth Wright en Angleterre et, en 1909, par André Chantemesse et Hyacinthe Vincent en France. Juste avant la Première Guerre mondiale, une loi du 28 mars 1914 impose la vaccination T.A.B. (vaccination contre la typhoïde et les paratyphoïdes A et B) et sauve l'armée française en supprimant presque totalement les cas de fièvre typhoïde. On lui doit aussi la découverte du vaccin contre la gangrène gazeuse.
Les maréchaux Joffre et Foch lui rendent hommage. Membre de l'Académie de médecine, il est élu membre de l'Académie des sciences en 1922.
Hyacinthe Vincent est inhumé au cimetière du Père-Lachaise (21e division) à Paris.

## Décorations
- Grand-Croix de la Légion d'honneur
- Médaille militaire
- Cité à l'Ordre de la Nation

## Hommages
- Un timbre est édité à son effigie en 1962.
- Plusieurs rues, places, hôpitaux (Centre hospitalier des armées Hyacinthe-Vincent à Dijon, aujourd'hui désaffecté), portent son nom. Ainsi il existe depuis 1954 une rue du Professeur-Hyacinthe-Vincent dans le 14e arrondissement de Paris.
- Son nom est donné à l'une des trois facultés de médecine de l'université Bordeaux-II.

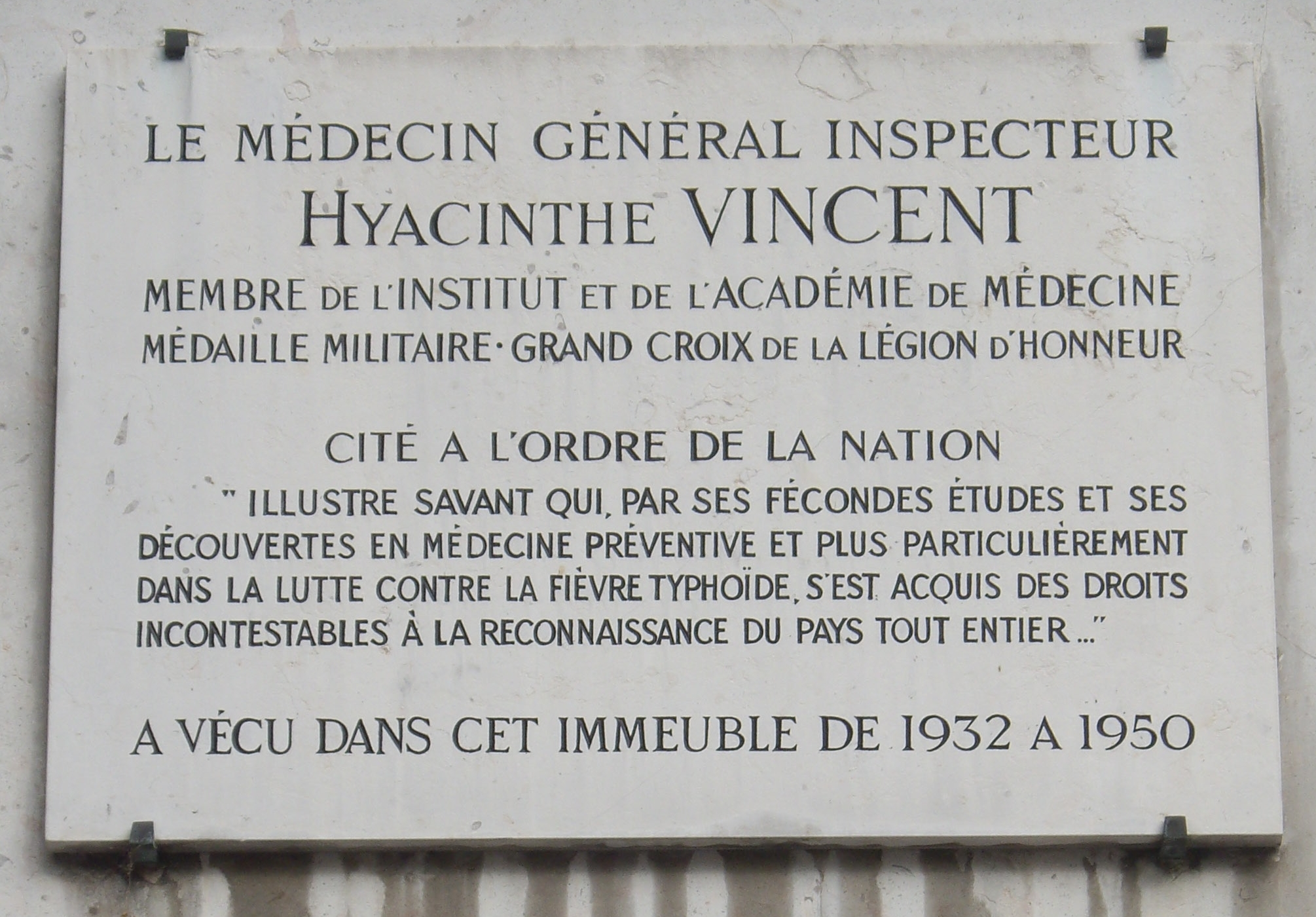
Plaque commémorative sur le domicile parisien d'Hyacinthe Vincent au no 7 de l'avenue Bosquet, où il vécut entre 1932 et 1950.
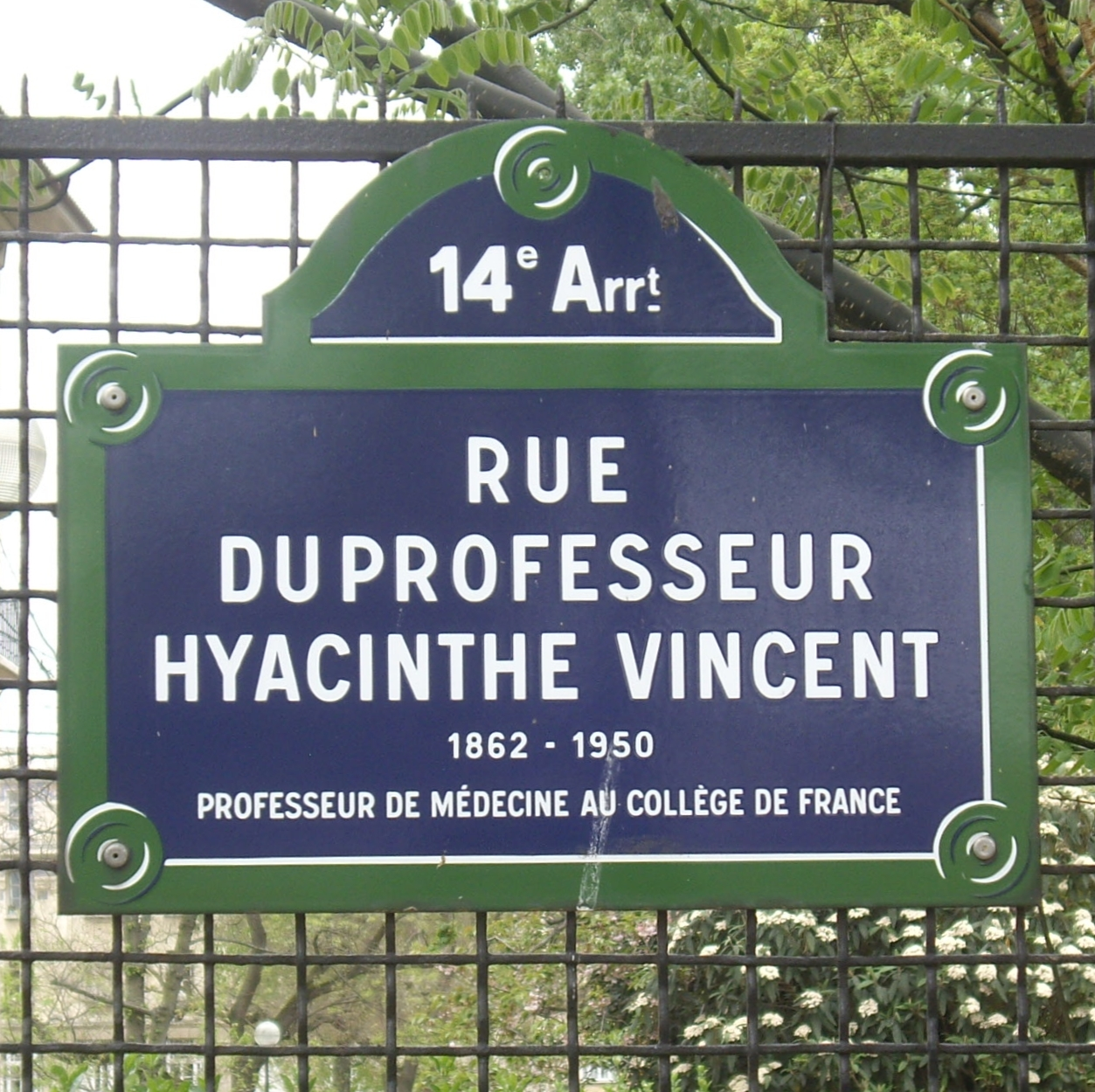
Plaque de rue de la rue du Professeur-Hyacinthe-Vincent à Paris.